# هوبير مصطفى
هوبير مصطفى (بالهولندية: Hawbir Moustafa)‏ ، من مواليد 24 سبتمبر 1993م، وهو لاعب كرة قدم عراقي ويلعب ظهير الدفاع، شارك مع منتخب بلاده في دورة الألعاب الصيفية الأولمبية التي استضافته مدينة ريو دي جانيرو سنة 2014م.

## وصلات خارجية
- هوبير مصطفى على موقع قاعدة بيانات كرة القدم.إي يو (الإنجليزية)
- هوبير مصطفى على موقع ناشيونال فوتبول تيمز (الإنجليزية)
- هوبير مصطفى على موقع Soccerway.com (الإنجليزية)
- هوبير مصطفى على موقع عالم كرة القدم.نت (الإنجليزية)
- هوبير مصطفى على موقع أوليمبيديا (الإنجليزية)

1. ↑  "Hawbir Mustafa profile". مؤرشف من الأصل في 2018-02-27. اطلع عليه بتاريخ 2015-03-16.